# 新北市立鶯歌陶瓷博物館
新北市立鶯歌陶瓷博物館  位於台灣新北市鶯歌區，於西元2000年11月26日正式開館，是台灣第一座以陶瓷為主題的專業博物館。致力於臺灣陶瓷文化之調查、收藏、保存與維護工作，並提供研究、典藏、展示及教育推廣，透過舉辦各項活動、展覽、研習等，激發社會大眾對陶瓷文化的興趣與熱愛，提升鶯歌陶瓷產業及地方形象，推展現代陶藝創作，促進國際交流。

## 組織
- 館長：綜理館務，並指揮監督所屬員工。
- 秘書：襄理館務，管理、監督館務之執行。
  - 諮詢委員會
  - 典藏審議委員會
- 典藏展示組：陶瓷文物與資料之蒐集、研究與典藏、陶瓷文化相關主題展示之研究規畫、設計、執行、維護與管理等事項。
- 教育推廣組：陶瓷文化教育推廣之研究規劃、設計與執行等事項。
- 行銷企劃組：博物館行銷開發及研究、客服策略、新聞、媒體公關、社區營造、文化觀光等事項。
- 營運行政組：研考、法制、文書、採購、出納、庶務、修繕、館舍管理、警衛、資訊管理、票務管理及不屬其他單位事項。
- 會計：依法辦理歲計、會計事項，並兼辦統計事項。
- 人事：依法辦理人事管理事項。

## 历史
鶯歌陶瓷博物館自1988年倡議興建，由竹間聯合建築師事務所設計，於2000年正式開館啟用。陶博館的建築體樓高三層，地下兩層，建築形式以清水模、鋼骨架、透明玻璃空間做變化。博物館後方則設有陶瓷藝術園區，結合多位國內外陶藝家深具創意與巧思的作品，讓陶瓷藝術以更親近大地、親近生活的角度，展現於自然環境之間。

## 歷任館長
| 任次       | 姓名   | 任期                    | 備註                   |
| ---------- | ------ | ----------------------- | ---------------------- |
| 第一任館長 | 吳進風 | 2000年11月 ~ 2004年10月 | 任內過世               |
| 第二任館長 | 游冉琪 | 2004年10月 ~ 2013年7月  | 含代理期間，2010年真除 |
| 第三任館長 | 陳春蘭 | 2013年7月 ~ 2016年8月   |                        |
| 第四任館長 | 吳秀慈 | 2016年8月 ~ 2022年1月   |                        |
| 第五任館長 | 張啟文 | 2022年1月 ~             |                        |

## 館藏特色
目前藏品超過3000件，是臺灣陶瓷豐富面貌的縮影。典藏範圍以臺灣陶瓷史、現代陶藝為主要面向，包含臺灣早期民用陶瓷、國內外現代陶藝作品、鶯歌製作之陶瓷產品與相關文獻資料等文物。也建置數位典藏系統，並從典藏文物精選部分物件製作高解析影像、360環物影像、720度建模影像等相關數位化工作。

## 主題展覽
常設展分成「走向從前—臺灣傳統製陶技術」、「回看所來處－臺灣陶瓷發展」、「硘仔鎮－鶯歌陶瓷發展」、「穿越時空之旅－史前、原住民陶」、「未來預言－工業與精密陶瓷」五大主題展廳，透過製作技術、臺灣陶瓷史、鶯歌陶瓷產業等面向呈現臺灣陶瓷發展脈絡。特展部份，則設有陽光特展室、陶藝長廊、三樓特展室、市民陶藝平臺，定期舉辦各種主題性展覽，引領觀眾悠遊於臺灣多元而豐富的陶瓷文化之中。其 Podcast 節目「藝術開麥拉」也線上放送陶藝最新訊息。

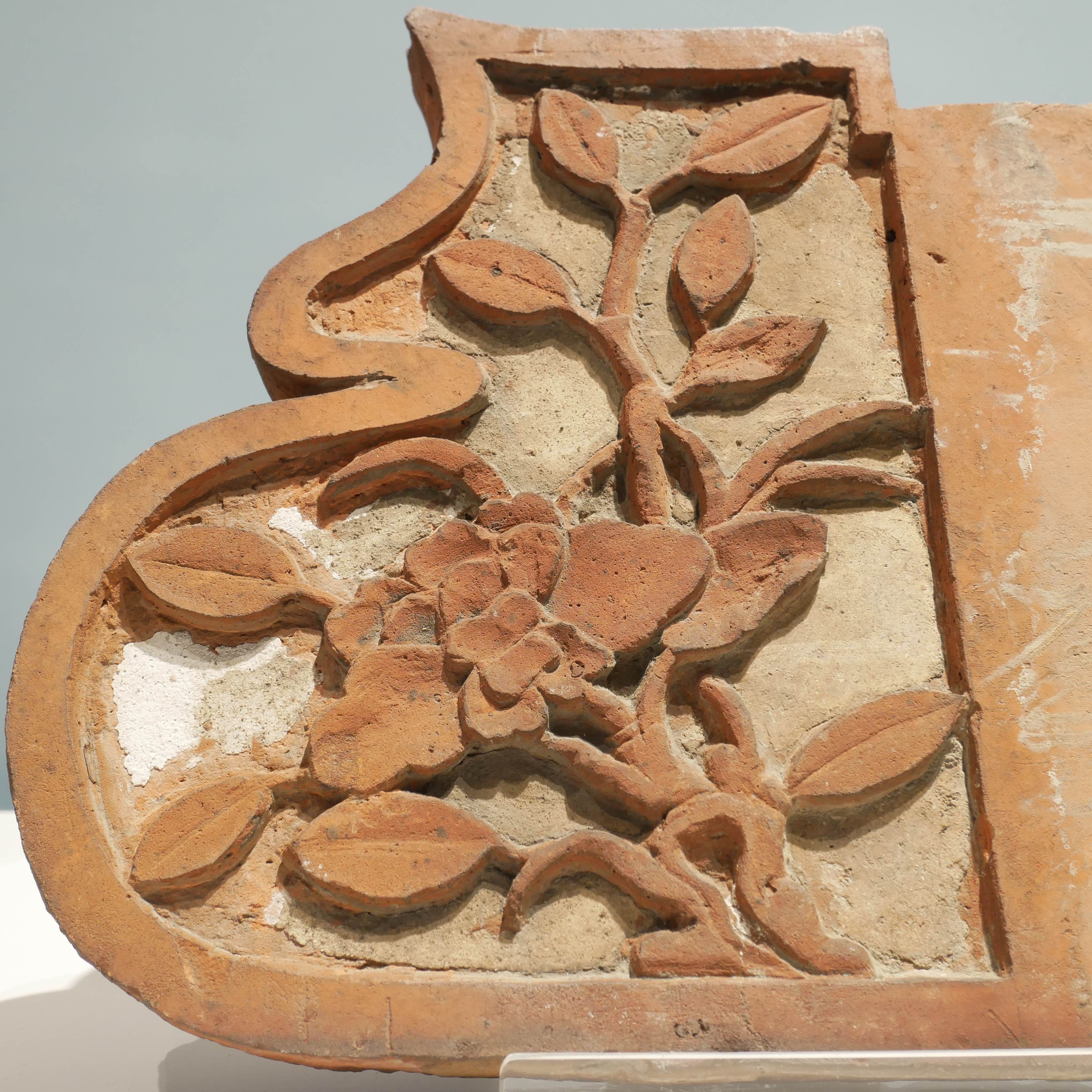
花卉磚雕
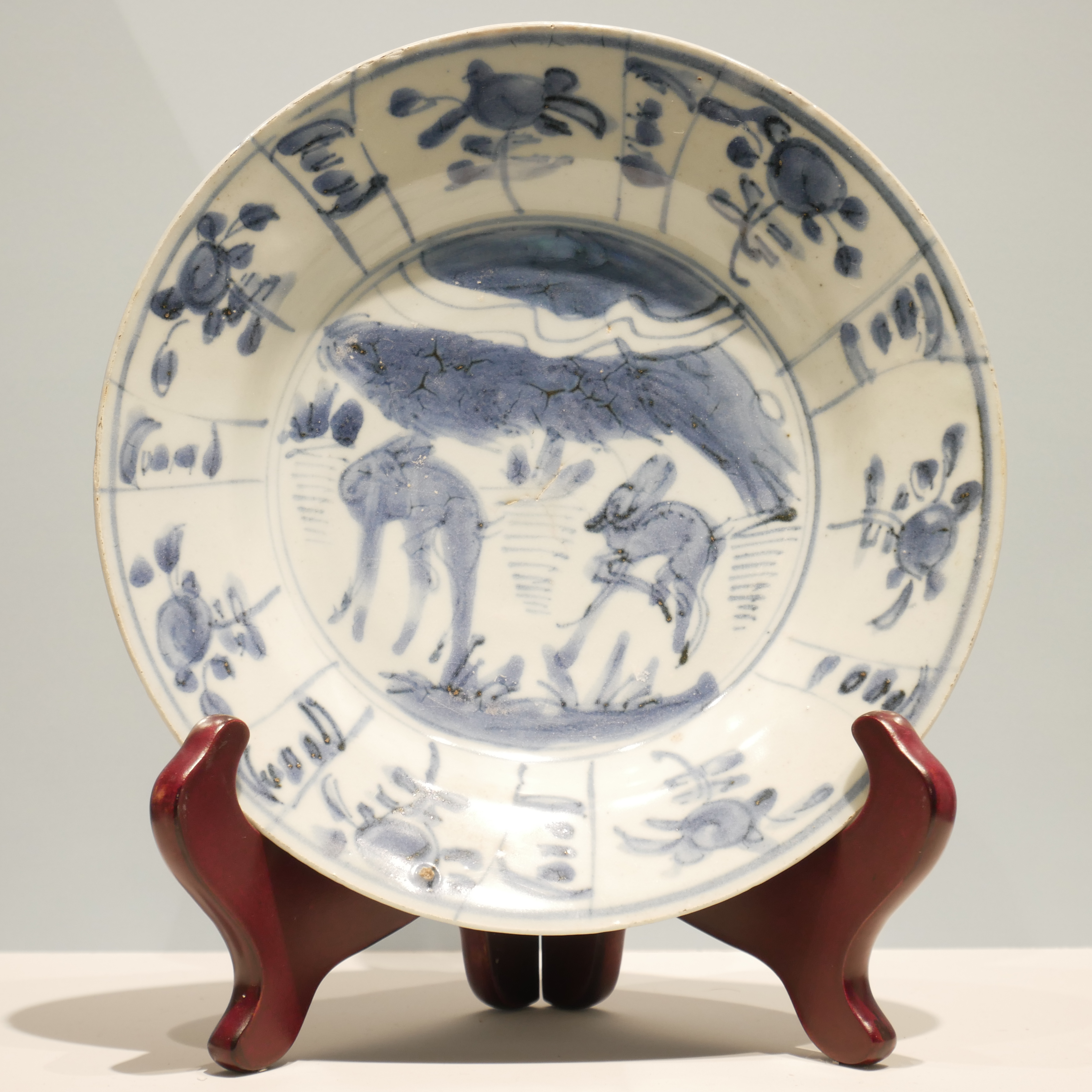
克拉克瓷盤
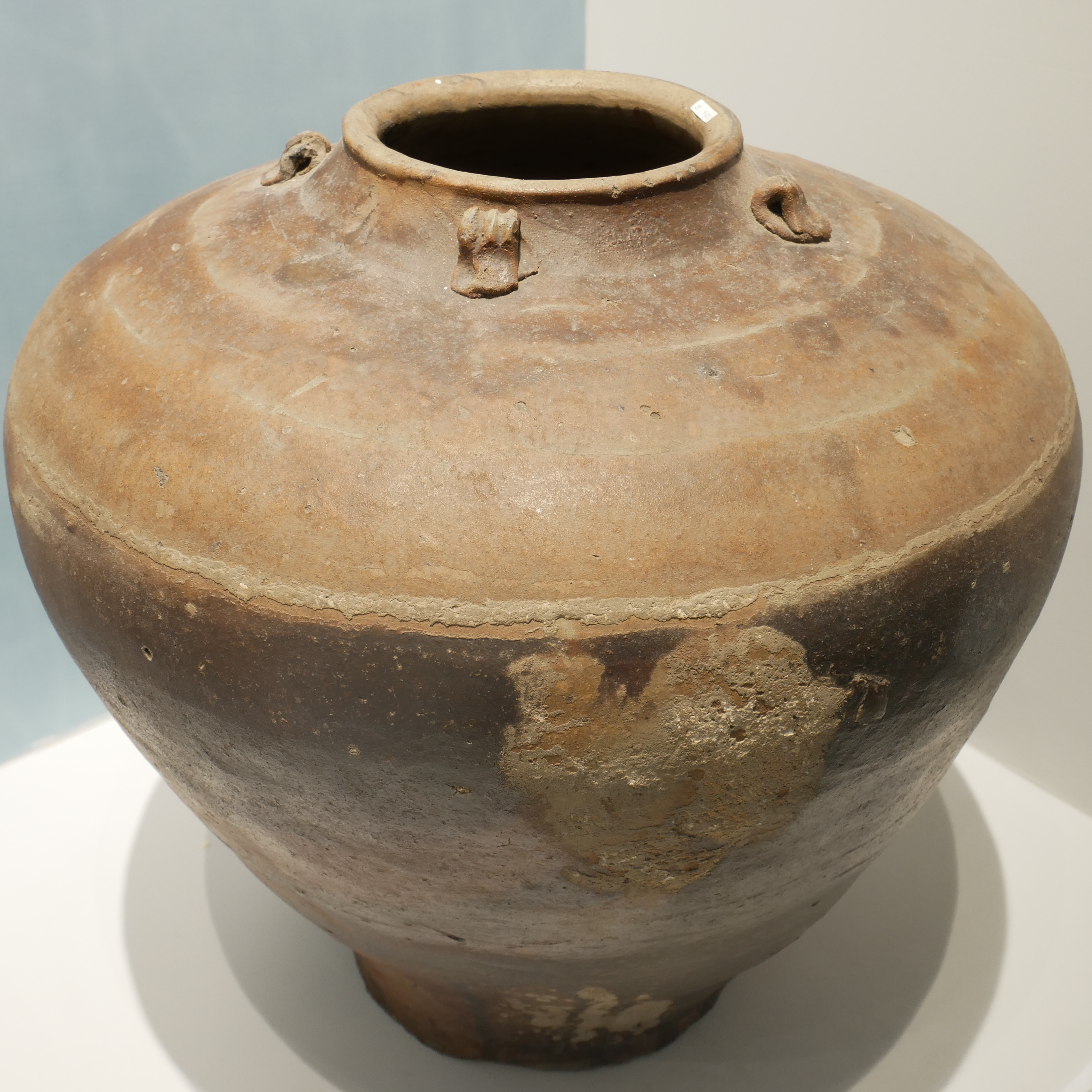
四耳甕

## 陶瓷藝術園區
陶瓷藝術園區位於新北市立鶯歌陶瓷博物館後方，以表現陶瓷的多元風貌為主軸設計，生成元素結合自然形成風、水、土、火等四大廣場並融入陶瓷元素，於2008年1月開放。園區內設置親水區與兒童互動體驗設施，也設有鶯歌燒窯廠特色四角窯、包子窯及仿古八卦窯模擬建物。

## 外部連結
- 新北市立鶯歌陶瓷博物館 （页面存档备份，存于）
- 新北市立鶯歌陶瓷博物館的Facebook專頁